# Tschigat
Der Tschigat, auch Tschigot (italienisch Cigot, Gigot oder Giogo di Tessa) ist ein 2998 m s.l.m. hoher Berg in Südtirol, Italien. Nach anderen Quellen hingegen erreicht er mit genau 3000 m die Dreitausendermarke.

## Lage und Umgebung
Der Tschigat liegt in der südlichen Texelgruppe, einer Gebirgsgruppe der Ötztaler Alpen, nordwestlich oberhalb von Meran. Nach Süden hin fällt der Berg etwa 2700 Meter steil über den Sonnenberg bis Partschins und Algund im unteren Vinschgau bzw. Burggrafenamt hin ab. Nach Osten hin setzt sich der Kammverlauf über das 2441 m hohe Hochgangschartl zur 2625 m hohen Spronser Rötelspitze hin fort. Im Nordosten erstrecken sich die Spronser Seen im oberen Spronser Tal. Nach Nordosten zieht ein Grat zur 2707 m hohen Milchseescharte, im Norden liegt ein weites Gebirgstal namens Andelsboden oberhalb des Lazinser Tals. Hier finden sich auch einige permanente Firnfelder, die durch den Gletscherschwund jedoch stark an Größe eingebüßt haben. Nach Nordwesten entsendet der Tschigat einen ausgeprägten Grat zum Halsljoch (2808 m), das den Tschigat von der 3037 m hohen Lazinser Rötelspitze trennt. Im Westen liegen die Tablander Lacken (2649 m) oberhalb des Zieltals. Im Südwesten ist dem Tschigat die 2834 m hohe Stacklwand vorgelagert. Der Berg ist Teil des Naturparks Texelgruppe.

## Stützpunkte und Wege

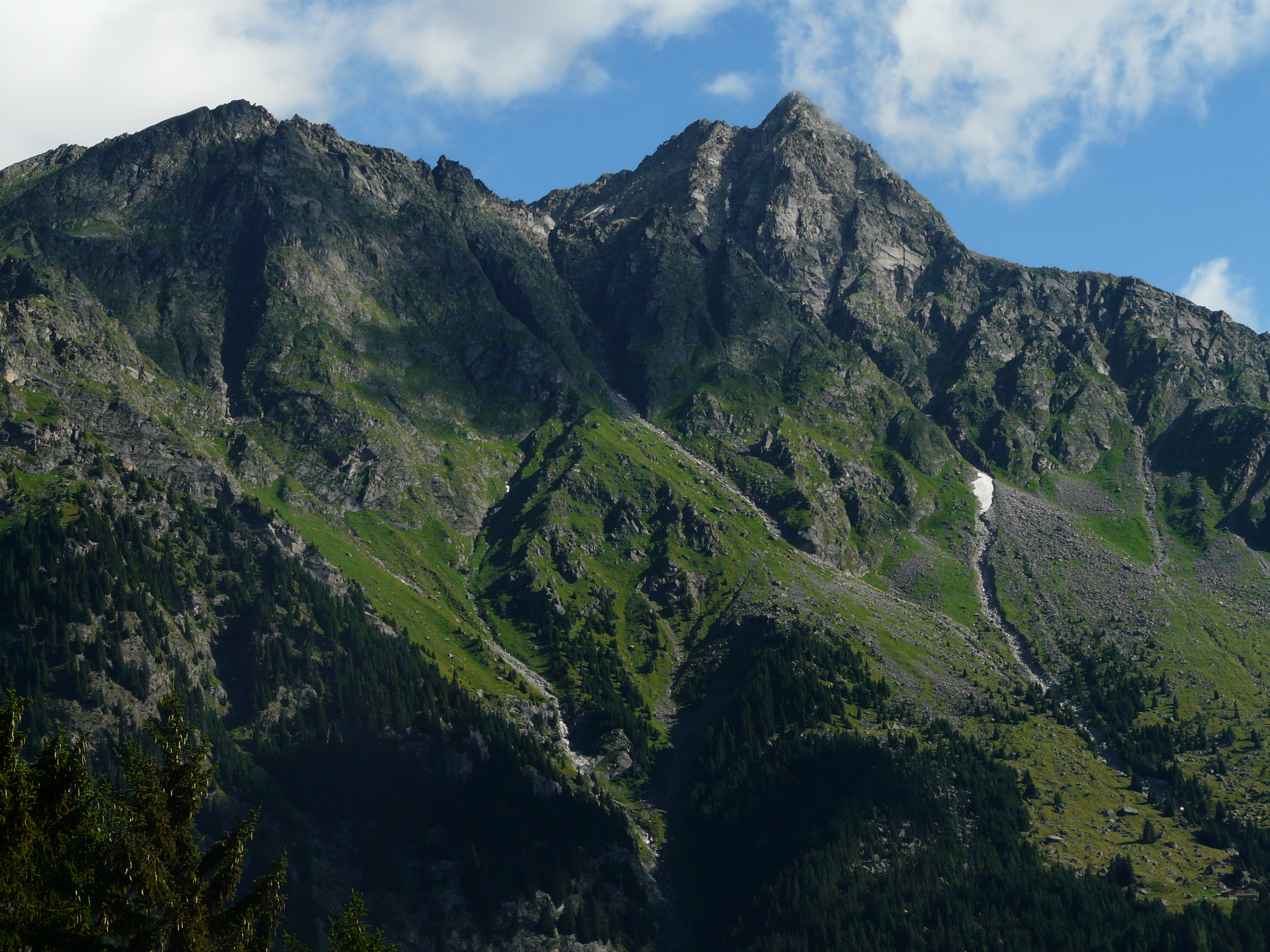
Der Tschigat von Westen gesehen

Wichtigster Stützpunkt für die Besteigung des Tschigat ist die westlich des Berges im Zieltal auf 2259 m gelegene Lodnerhütte (Rifugio Cima Fiammante). Unterhalb der Lodnerhütte liegt mit der Nassereither Hütte (1523 m) ein weiteres Schutzhaus. Nördlich im Lazinser Tal befindet sich auf 1860 m die Lazinser Alm. Stützpunkte im Nordosten sind die Oberkaseralm (2131 m) und die Bockerhütte (1700 m). Südöstlich liegt auf 1839 m das Hochganghaus (Rifugio Casa Valico). Nur etwa einen Kilometer nordöstlich des Gipfels befindet sich mit dem Guido-Lammer-Biwak (2707 m) eine Biwakschachtel.
Der Tschigat gilt als guter Aussichtsberg und wird häufig besucht. Er wurde auch schon früh von Einheimischen erstiegen, die erste touristische Ersteigung gelang Ludwig Purtscheller am 3. April 1893. Er bestieg den Tschigat über den Nordwestgrat, der auch heute noch als Normalweg gilt. In etwa einer Stunde führt dieser Weg im Schwierigkeitsgrad II teilweise versichert zum Gipfel. Auch der Weg durch die Ostwand (ebenfalls II) ist versichert. Weitere Anstiege führen von Norden (II) oder über den Nordostgrat (III) zum Gipfel.
Im Winter kann der Tschigat auch als Skitour bestiegen werden. Die Route führt dabei von der Lazinsalm über den Andelsboden und die Nordflanke.